# جون كوريفو
جون كوريفو هو كاهن كاثوليكي كندي، ولد في 27 يوليو 1941 في أونتاريو في كندا.